# Cambera'l Cierzu
Cambera'l Cierzu fue un grupo musical de Cantabria) de estilo folk y celta, que inició su andadura en 1998.

## Carrera
Cambera'l Cierzu se fundó a finales de los años 90  Su música se encuadra en el folk cántabro y la música celta, habiendo participado en multitud de festivales dentro del género. En 2001 ganó el concurso de Navelgas (Asturias). La carrera del grupo se puede dividir en dos etapas, una primera desde su fundación hasta el año 2004, y otra desde 2007 hasta su disolución en 2011.
En su primera etapa (1998-2004) el grupo publicó sus dos primeros discos, Cambera'l Cierzu en el año 2000 y ¿A dónde se fue Basilio? en 2002, cuya canción homónima se convirtió en la más popular de su repertorio. A finales de este periodo, en la época de mayor popularidad de la banda, discrepancias internas desembocaron en una disolución temporal el año 2004.
Tres años más tarde, en 2007, se volvió a formar Cambera'l Cierzu, siguiendo de la etapa anterior los músicos Raquel Monasterio, Roberto Heredia, José Luis Rodríguez Magdaleno, Gonzalo de Vallejo y Jorge Ibáñez; a estos componentes se les sumó Marcos Bárcena, exmiembro de Luétiga y Atlántica, en sustitución de Julia Benito.

## Componentes
- Raquel Monasterio: flauta
- Roberto Heredia: voz
- Jorge Ibáñez: guitarra
- José Luis Rodríguez: percusión y voz
- Gonzalo del Vallejo: violín
- Marcos Bárcena: gaita, whistle y coros

## Discografía
- Cambera'l Cierzu (2000)
- ¿A dónde se fue Basilio? (2002)